# شاهزاده ابراهیم (سیرو)
شاهزاده ابراهیم سیرو مربوط به دوره صفوی است و در شهرستان قم، بخش کهک، روستای سیرو واقع شده و این اثر در تاریخ ۱۷ اسفند ۱۳۸۱ با شمارهٔ ثبت ۷۶۹۳ به‌عنوان یکی از آثار ملی ایران به ثبت رسیده است.